# Hungry Jack’s
A Hungry Jack's egy ausztrál gyorsétteremlánc, ami a Burger King Corporation tulajdonában áll.

## Története
Mikor a Burger King Ausztráliába jött, azt vette észre, hogy a Burger King név, már le van védetve egy Adelaide-i élelmiszerbolt által. Megnézték hogy mely nevek nevek vannak levédve, Jack Corvin a "Hungry Jack" név mellett döntött, de mivel ez a név már létezett, egy kicsit módosítaniuk kellett, ezért került oda az angol nyelvben birtokos jelzőként szolgáló 's betű, így 1971-ben megalakult a Hungry Jack's.

## Választék
A Hungry Jack's és a Burger King menüjén egyaránt fellelhető a Whopper, a TenderCrisp és a TenderGrill. A többi étel más néven lelhető fel a Hungry Jack's menüjén, mint a Burger King-én. A reggeli menüt 2005 végén mutatták be 3 tartományban (Queensland-ben, Nyugat-Ausztráliában és az Északi területeken), míg a többi államban a következő évben jelent meg. A legfőbb reggeli menü az angol muffin és a burrito.